# John Cameron (Komponist)
John Cameron (* 20. März 1944 in Woodford, Essex) ist ein britischer Komponist und Dirigent. Er schuf einige musikalische Werke für das britische Kino der 1960er-, 1970er- und 1980er-Jahre. Darunter Kompositionen für Filme wie Kes, Die Nacht der tausend Augen, Mann, bist du Klasse!, Der Mann aus Metall oder Mord im Spiegel.

## Leben und Karriere
John Cameron wurde 1944 in Woodford in der Grafschaft Essex geboren. Bereits seit seinem sechsten Lebensjahr spielt er Klavier. Seine professionelle Karriere in der Musik begann allerdings erst Mitte der 1960er Jahre während seiner Zeit als Vizepräsident der Footlights an der Cambridge University, wo er in vielfältigster Weise in stilistisch unterschiedliche musikalische Projekte involviert war, unter anderem hatte er Auftritte in bekannten Clubs in der lokalen Jazz-Szene. Bald hatte er sich in der Musikszene als versierter Arrangeur einen Namen gemacht. Mit seinen musikalischen Arrangements für britische Künstler wie Donovan schaffte er es zusammen mit dem Arrangeur Spike Heatley mit dem Titel Sunshine Superman ganz nach oben auf Platz Nummer 1 der US-Charts.
Für Ken Loachs Filmdrama Poor Cow – Geküßt und geschlagen arrangierte und dirigierte er 1967 auch Donovans Filmscore. Seit 1969, wo er die Musik für den Film Kes komponierte, schreibt John Cameron auch selbst Filmmusik. Cameron komponierte seit Anfang der 1970er Jahre die Musik für Kinofilme wie Haferbrei macht sexy, The Ruling Class, Unter tödlicher Sonne, Scalawag, Cash – Die unaufhaltsame Karriere des Gefreiten Arsch, Der Supermann des Wilden Westens, Eine beispiellose Affäre, James jr. schlägt zu, Heiße Hölle Acapulco, Agenten sterben zweimal, Hawks – Die Falken oder für den Thriller Gestrandet – Der Liebe ausgeliefert. 1974 wurde er für seine Komposition zur Filmkomödie Mann, bist du Klasse! von Regisseur Melvin Frank mit einer Oscarnominierung geehrt.
Bereits 1971 hatte sich John Cameron auch erfolgreich dem Fernsehen zugewandt und komponierte dort die Musik für Episoden von erfolgreichen Serien sowie die Scores für zahlreiche Fernsehfilme, unter anderem für Der Dieb von Bagdad (1978), Zeugin der Anklage (1982), den Fernseh-Zweiteiler Jack the Ripper – Das Ungeheuer von London mit Michael Caine und Lewis Collins (1988), Jekyll und Hyde (1990), Dr. Frankenstein (1992) oder 2006 den emmynominierten Fernsehfilm The Path to 9/11 – Wege des Terrors.

## Auszeichnungen
- 1974: Oscarnominierung in der Kategorie Beste Filmmusik (Original Score) bei der Verleihung 1974 für Mann, bist du Klasse!
- 2007: Primetime-Emmy-Award-Nominierung in der Kategorie Outstanding Music Composition for a Miniseries, Movie or a Special (Original Dramatic Score) bei der Verleihung 2007 für The Path to 9/11 – Wege des Terrors
- New York Drama Desk Award: Best Orchestration Les Miserables
- National Broadway Theatre Award: Best Score Les Miserables
- Olivier-Award-Nominierung: Best New Musical Zorro the Musical (als Co-Komponist)

## Filmografie (Auswahl)

### Kino
- 1969: Kes
- 1970: Haferbrei macht sexy (Every Home Should Have One)
- 1970: The Rise and Rise of Michael Rimmer
- 1971: Black Beauty
- 1972: The Ruling Class
- 1972: The Strange Vengeance of Rosalie
- 1972: Made
- 1973: Der Frosch (Psychomania)
- 1973: Unter tödlicher Sonne (Charley One-Eye)
- 1973: Mann, bist du Klasse! (A Touch of Class)
- 1973: Die Nacht der tausend Augen (Night Watch)
- 1973: Scalawag
- 1973: Der Mann aus Metall (Who?)
- 1974: Sex Play
- 1974: Moments
- 1975: Out of Season
- 1975: Cash – Die unaufhaltsame Karriere des Gefreiten Arsch (Whiffs)
- 1975: The Man from Nowhere
- 1976: Ich will, ich will… vielleicht? (I Will… I Will… For Now)
- 1976: Ramba Zamba bei der Mafia (Come una rosa al naso)
- 1976: Der Supermann des Wilden Westens (The Great Scout & Cathouse Thursday)
- 1977: Eine beispiellose Affäre (Nasty Habits)
- 1978: Lovelier Than Love
- 1979: James jr. schlägt zu (The London Connection)
- 1979: Ein irres Paar (Lost and Found)
- 1979: Heiße Hölle Acapulco (Sunburn)
- 1980: Mord im Spiegel (The Mirror Crack’d)
- 1982: Jimmy the Kid
- 1983: Agenten sterben zweimal (The Jigsaw Man)
- 1984: The Young Visiters
- 1988: Hawks – Die Falken (Hawks)
- 1997: Gestrandet – Der Liebe ausgeliefert (Driftwood)
- 2001: To End All Wars – Die wahre Hölle (To End All Wars)
- 2006: After…

### Fernsehen
- 1971: ITV Saturday Night Theatre (Fernsehserie, 1 Episode)
- 1972–1974: Kein Pardon für Schutzengel (Fernsehserie, 52 Episoden)
- 1977: Spectre (Fernsehfilm)
- 1977–1978: 1990 (Fernsehserie, 16 Episoden)
- 1978: Der Dieb von Bagdad (The Thief of Baghdad) (Fernsehfilm)
- 1978: BBC2 Play of the Week (Fernsehserie, 1 Episode)
- 1979: Disneyland (Fernsehserie, 1 Episode)
- 1982: Zeugin der Anklage (Witness for the Prosecution) (Fernsehfilm)
- 1983: Philip Marlowe, Private Eye (Fernsehserie, 1 Episode)
- 1983–1985: The Optimist (Fernsehserie, 13 Episoden)
- 1987: The Secret Garden (Fernsehfilm)
- 1987: Mister Corbett’s Ghost (Fernsehfilm)
- 1988: Jack the Ripper – Das Ungeheuer von London (Jack the Ripper) (Fernsehserie, 2 Episoden)
- 1990: Jekyll und Hyde (Jekyll & Hyde) (Fernsehfilm)
- 1990: The World of Eddie Weary (Fernsehfilm)
- 1992: Dr. Frankenstein (Frankenstein) (Fernsehfilm)
- 1993: Alaska Kid (Fernsehserie, 1 Episode)
- 1995: Ärztin in Angst (Fernsehfilm)
- 2005: Unsere kleine Farm (Fernsehserie, 6 Episoden)
- 2006: The Path to 9/11 – Wege des Terrors (The Path to 9/11) (Fernsehfilm)

### Kurzfilme oder Dokumentarfilme
- 1979: The Bermuda Triangle (Dokumentarfilm)
- 2011: Drift (Kurzfilm)